# St Davids
Pour les articles homonymes, voir Saint-David (homonymie) et David.
St Davids (en anglais) ou Tyddewi (en gallois) est une communauté située dans le comté du Pembrokeshire, au pays de Galles. Également connue sous les noms de Saint-David, Saint David’s ou encore St. David’s, la communauté est appelée St Davids and the Cathedral Close depuis sa création en 1987.
Détentrice du statut de cité depuis 1994, la ville s’oriente vers le tourisme, car elle est située au point le plus occidental de la route côtière du Pembrokeshire ; de là, on accède au cap de St David's, séparant la mer Celtique de la mer d'Irlande.

## Géographie

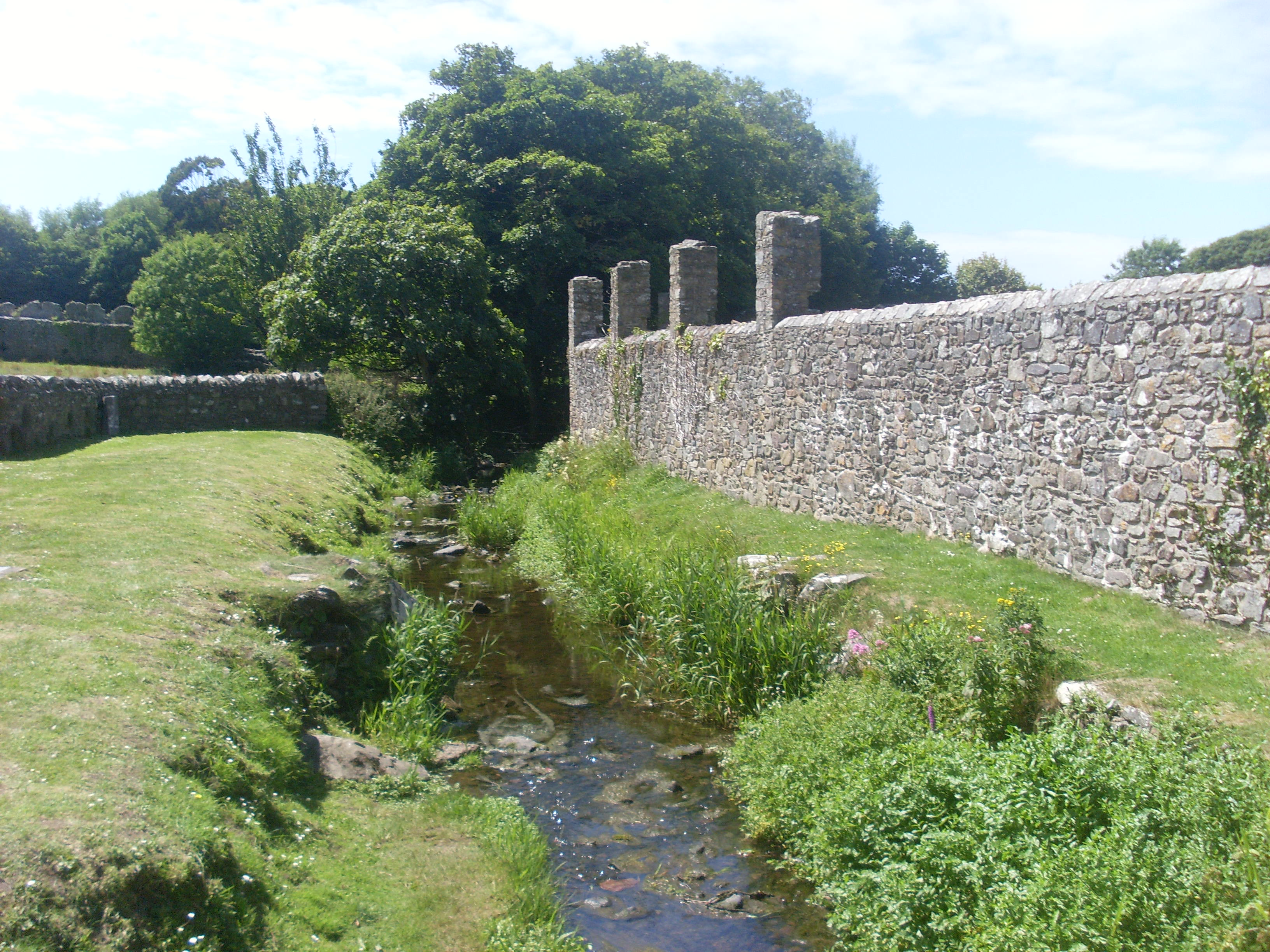
L'Alun à St Davids.

Elle est traversée par le fleuve Alun.

## Démographie
| 2001  | 2011  | 2021  |
| ----- | ----- | ----- |
| 1 797 | 1 841 | 1 751 |

## Histoire
La communauté de St Davids and the Cathedral Close est érigée au 1er avril 1987 par le Preseli (Communities) Order 1987. Son territoire correspond à celui des anciennes communautés de St Davids et de la Cathedral Close of St Davids, abolies la veille.
À l’époque traitée de ville, la communauté obtient le statut de cité par des lettres patentes d’Élisabeth II datées du 16 septembre 1994. Cet octroi, qui marque la reconnaissance du rôle de St Davids dans l’héritage chrétien, est attribué à la suite d’une compétition lancée pour marquer le jubilé de rubis de la reine en 1992. À l’époque, le gouvernement envisage l’élévation à la qualité de cité à deux localités pour marquer le quarantième anniversaire d’Élisabeth II, une en Angleterre et une autre au pays de Galles. Seul le district de Sunderland en Angleterre l’obtient en 1992. Le 1er juin 1995, la charte royale (d’érection en corporation municipale) est présentée aux habitants par la reine,,,.
En gallois, la communauté prend officiellement le nom de « Tyddewi » à la suite d’un décret altérant les sections électorales du Pembrokeshire, le County of Pembrokeshire (Electoral Arrangements) Order 2021 (ou Gorchymyn Sir Benfro (Trefniadau Etholiadol) 2021), entré en vigueur le 27 octobre 2021. Parallèlement, l’appellation anglophone est réduite à « St Davids ».

## Administration
St Davids est administré par un conseil de communauté communément appelé St Davids City Council (le « conseil de cité de St Davids » en anglais) et Cyngor Dinas Tyddewi (le « conseil de cité de Tyddewi » en gallois). Son appellation officielle est celle de « City Council of St Davids and the Cathedral Close » (le « conseil de cité de St Davids and the Cathedral Close » en anglais).

## Jumelages
- Matsieng (Lesotho)
- Naas (Irlande)
- Orléat (France)

### Sources
1. ↑  (en) The Preseli (Communities) Order 1987, Her Majesty’s Stationery Office, 1987, 18 p. (lire en ligne [PDF]), p. 1, 2, 3, 17 et 18.
2. ↑  (en) « Crown Office », The London Gazette, « State Intelligence » no 53798,‎ 23 septembre 1994, p. 13403 (lire en ligne [PDF]).
3. ↑  (en) Chris Taylor, « A city status that it seems nearly did not happen », St Davids City News,‎ printemps 2019, p. 4-5 (lire en ligne [PDF]).
4. ↑  (en) St Davids City Status, St Davids City Council, 2024 (présentation en ligne).
5. ↑  (en) The County of Pembrokeshire (Electoral Arrangements) Order 2021, The Stationery Office Limited, 2021, 14 p. (lire en ligne [PDF]), p. 1, 2, 8 et 13.